# Sunds Kirke
Sunds Kirke ligger ca. 8 km nord for Herning. Den nuværende kirke er fra 1897, men samme sted lå tidligere en hvidkalket granitkirke, opført delvis af rå kampesten, opført omtrent år 1200.
Kirken er opført i røde teglsten og udvidet to gange. Første udvidelse skete i 1944, hvor sideskibet (korsarmen) mod nord blev tilbygget og hovedskib og kor blev forlænget. Anden udvidelse skete i 1984, hvor sideskibet mod syd kom til, hvorved der opnåedes plads til 360 mennesker.
Alteret kan dateres tilbage til 1611, og prædikestolen til 1664.
Ved kirkens 100-års jubilæum i 1997 blev en model af Skoleskibet København ophængt i kirkens skib.
Døbefonten, som er tilvirket af den romanske stenmester Horderus fra Djursland og udsmykket med tovsnoninger på siden, stammer fra den oprindelige kirke og er således mere end 800 år gammel.
Kirkens klokker er fra henholdsvis 1459 og 1965. Den nyeste og største af klokkerne er af engelsk oprindelse og støbt hos firmaet John Taylor & Co.
Den 11. juni 2006 indviede kirken et nyt alterbillede af Torbjørn Olsen. Billedet viser Marias nedtagelse af Jesus fra korset med røverne på hver side.
- På alterpartiet ses maleri fra 2006 af Torbjørn Olsen. Selve alteret er fra 1611.
- Modellen af Skoleskibet København hænger i hovedskibet
- Sunds Kirkes indre set mod øst.
- Døbefonten er fra 1200-tallet og dermed det ældste tilbageværende interiør fra den oprindelige kirke.
- Sunds Kirkes sognegård, beliggende på adressen Nørrevang 45, blev indviet Kristi Himmelfartsdag den 12. maj 1994.
- Vinterbillede af Sunds Kirke set fra syd.

## Eksterne kilder og henvisninger
- Mere om stenhuggeren Horderus Arkiveret 20. marts 2014 hos  Wayback Machine
- Sunds Kirke Arkiveret 28. september 2007 hos  Wayback Machine på cofman.com
- Sunds Kirke hos KortTilKirken.dk
- Sunds Kirke på sogn.dk
- Sunds Kirke Arkiveret 4. marts 2016 hos  Wayback Machine på kirku.dk